# Rémeling
Ne doit pas être confondu avec Rémering.
Rémeling est une commune française située dans le département de la Moselle, en région Grand Est.

## Géographie
Rémeling est près de la frontière allemande et près de la commune de Sierck-les-Bains.

### Communes limitrophes
| Manderen-Ritzing |           | Launstroff       |
| Kirschnaumen     | Rémeling  | Waldwisse        |
|                  | Halstroff | Grindorff-Bizing |

### Hydrographie
La commune est située dans le bassin versant du Rhin au sein du bassin Rhin-Meuse. Elle est drainée par le ruisseau de Montenach et le ruisseau le Hermes.
Le Montenach, d'une longueur totale de 15,5 km, prend sa source dans la commune de Manderen-Ritzing et se jette  dans la Moselle à Sierck-les-Bains, après avoir traversé six communes.

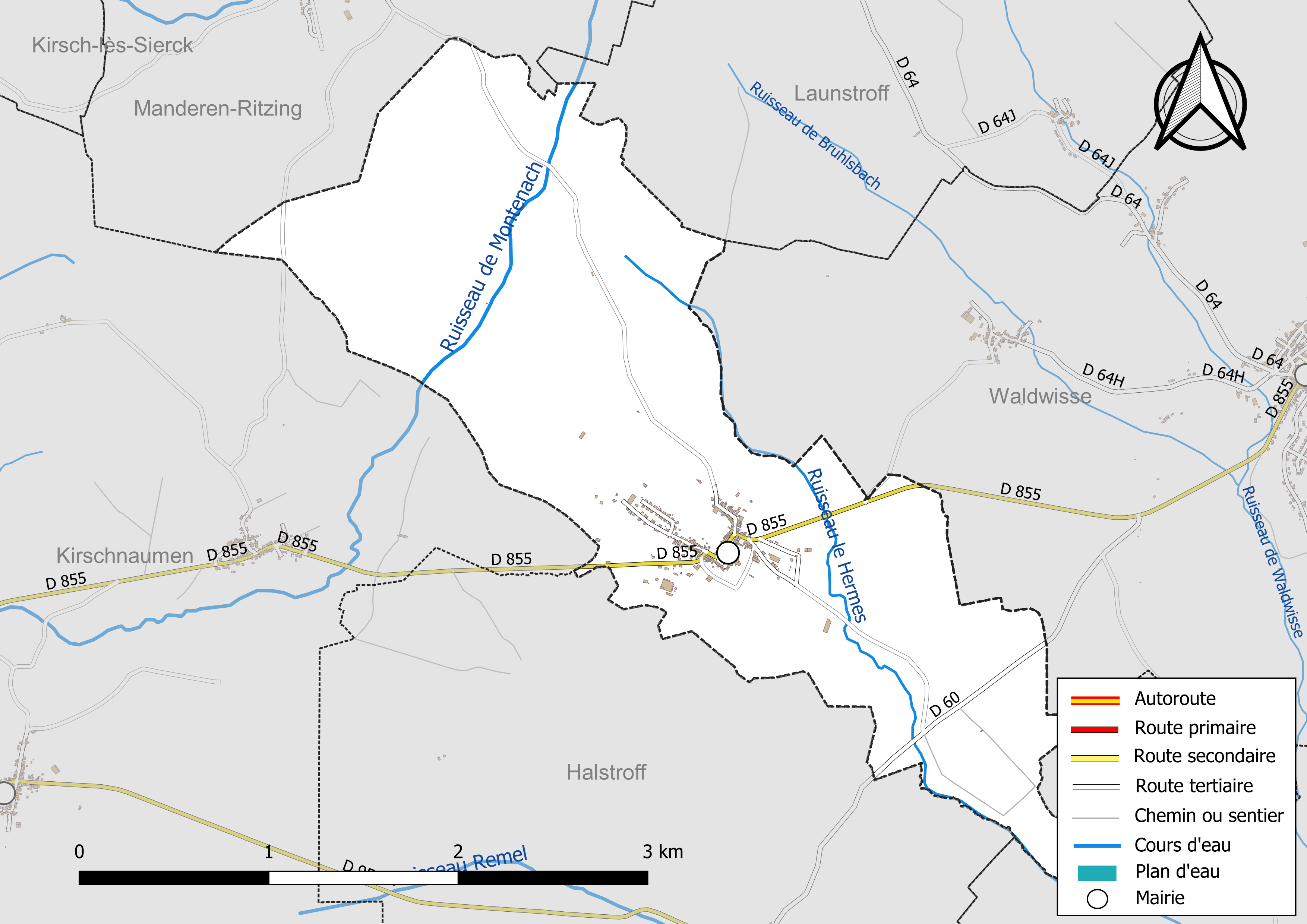
Réseaux hydrographique et routier de Rémeling.

La qualité des eaux des principaux cours d’eau de la commune, notamment du ruisseau de Montenach, peut être consultée sur un site spécial géré par les agences de l’eau et l’Agence française pour la biodiversité.

### Climat
Pour des articles plus généraux, voir Climat du Grand Est et Climat de la Moselle.
En 2010, le climat de la commune est de type climat de montagne, selon une étude du Centre national de la recherche scientifique s'appuyant sur une série de données couvrant la période 1971-2000. En 2020, Météo-France publie une typologie des climats de la France métropolitaine dans laquelle la commune est exposée à un climat semi-continental et est dans la région climatique  Lorraine, plateau de Langres, Morvan, caractérisée par un hiver rude (1,5 °C), des vents modérés et des brouillards fréquents en automne et hiver. 
Pour la période 1971-2000, la température annuelle moyenne est de 9,3 °C, avec une amplitude thermique annuelle de 16,6 °C. Le cumul annuel moyen de précipitations est de 870 mm, avec 12,8 jours de précipitations en janvier et 9,5 jours en juillet. Pour la période 1991-2020, la température moyenne annuelle observée sur la station météorologique de Météo-France la plus proche, « Malancourt », sur la commune d'Amnéville à 30 km à vol d'oiseau, est de 10,2 °C et le cumul annuel moyen de précipitations est de 884,1 mm. 
La température maximale relevée sur cette station est de 39,3 °C, atteinte le 25 juillet 2019 ; la température minimale est de −17,9 °C, atteinte le 5 janvier 1985,,. 
Les paramètres climatiques de la commune ont été estimés pour le milieu du siècle (2041-2070) selon différents scénarios d'émission de gaz à effet de serre à partir des nouvelles projections climatiques de référence DRIAS-2020. Ils sont consultables sur un site spécial publié par Météo-France en novembre 2022.

## Urbanisme

### Typologie
Au 1er janvier 2024, Rémeling est catégorisée commune rurale à habitat dispersé, selon la nouvelle grille communale de densité à sept niveaux définie par l'Insee en 2022.
Elle est située hors unité urbaine. Par ailleurs la commune fait partie de l'aire d'attraction de Luxembourg (partie française), dont elle est une commune de la couronne,. Cette aire, qui regroupe 115 communes, est catégorisée dans les aires de 700 000 habitants ou plus (hors Paris),.

### Occupation des sols
L'occupation des sols de la commune, telle qu'elle ressort de la base de données européenne d’occupation biophysique des sols Corine Land Cover (CLC), est marquée par l'importance des territoires agricoles (73,3 % en 2018), en diminution par rapport à 1990 (79,1 %). La répartition détaillée en 2018 est la suivante : 
terres arables (49,4 %), prairies (24 %), forêts (20,9 %), zones urbanisées (5,8 %). L'évolution de l’occupation des sols de la commune et de ses infrastructures peut être observée sur les différentes représentations cartographiques du territoire : la carte de Cassini (XVIIIe siècle), la carte d'état-major (1820-1866) et les cartes ou photos aériennes de l'IGN pour la période actuelle (1950 à aujourd'hui).

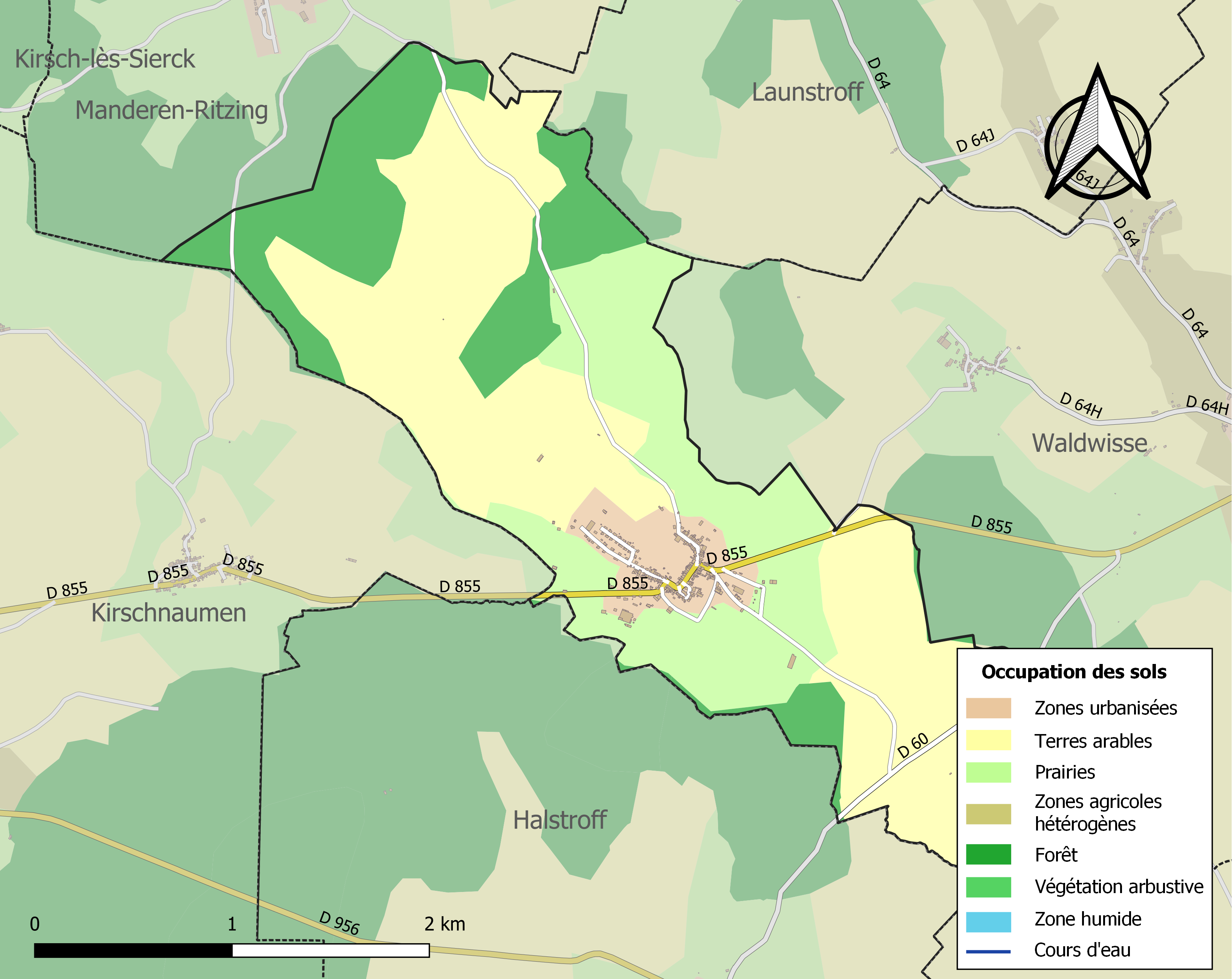
Carte des infrastructures et de l'occupation des sols de la commune en 2018 (CLC).

## Toponymie
Rumelinga (954), Reimelinga (1084), Rumeling (XIVe siècle), Romlingen (1569), Rumelingen (1594), Reimbling (1625), Reimlingen (1681), Ramelingen (1689), Remlingen et Reimlange (1691), Riemlingen (XVIIIe siècle), Remling (1756), Rémeling (1793), Reimeling (1801).
- En allemand : Reimelingen[16]. En francique lorrain : Reimléngen et Raïmléngen.
- Les noms de famille Reimlinger et Reimelinger désignaient autrefois les habitants de la commune.

### Sobriquets
Sobriquets anciens sur les habitants : Di Reimlénger Guckucken (les coucous de Rémeling).

## Histoire
- Cité pour la première fois en 1084 sous le nom de Reimelinga.
- Possession de l'abbaye de Saint-Sixte de Rettel, des seigneurs de Sierck, puis des seigneurs du Luxembourg jusqu'à la Révolution française.

## Politique et administration
| Période                                  | Période  | Identité         | Étiquette | Qualité |
| ---------------------------------------- | -------- | ---------------- | --------- | ------- |
| mars 1995                                | En cours | Jean-Paul Tinnes |           |         |
| Les données manquantes sont à compléter. |          |                  |           |         |

## Démographie
L'évolution du nombre d'habitants est connue à travers les recensements de la population effectués dans la commune depuis 1800. Pour les communes de moins de 10 000 habitants, une enquête de recensement portant sur toute la population est réalisée tous les cinq ans, les populations de référence des années intermédiaires étant quant à elles estimées par interpolation ou extrapolation. Pour la commune, le premier recensement exhaustif entrant dans le cadre du nouveau dispositif a été réalisé en 2004.

En 2022, la commune comptait 337 habitants, en évolution de +11,59 % par rapport à 2016 (Moselle : +0,52 %, France hors Mayotte : +2,11 %).
| 1800 | 1806 | 1821 | 1836 | 1841 | 1861 | 1866 | 1871 | 1875 |
| ---- | ---- | ---- | ---- | ---- | ---- | ---- | ---- | ---- |
| 408  | 447  | 551  | 560  | 541  | 468  | 488  | 433  | 402  |

| 1880 | 1885 | 1890 | 1895 | 1900 | 1905 | 1910 | 1921 | 1926 |
| ---- | ---- | ---- | ---- | ---- | ---- | ---- | ---- | ---- |
| 402  | 389  | 412  | 377  | 378  | 373  | 375  | 317  | 295  |

| 1931 | 1936 | 1946 | 1954 | 1962 | 1968 | 1975 | 1982 | 1990 |
| ---- | ---- | ---- | ---- | ---- | ---- | ---- | ---- | ---- |
| 283  | 294  | 294  | 281  | 281  | 272  | 271  | 269  | 269  |

| 1999 | 2004 | 2006 | 2009 | 2014 | 2019 | 2022 | - | - |
| ---- | ---- | ---- | ---- | ---- | ---- | ---- | - | - |
| 260  | 287  | 307  | 313  | 309  | 320  | 337  | - | - |

## Culture locale et patrimoine

### Lieux et monuments
- Passage d'une voie romaine.
- Mardelles.
- Église Saint-Jean-Baptiste néo-romane construite en 1904.

### Héraldique
| Blason de Rémeling | Blason  | De gueules à trois chevrons d'argent, accompagné de trois coquilles du même |
| Blason de Rémeling | Détails | Le statut officiel du blason reste à déterminer.                            |